# Røgen Kirke
Røgen Kirke ligger i landsbyen Røgen, ca. 6 km sydvest for Hammel. Kirken er opført omkring 1200 i romansk stil af granitkvadre. Siden er skib og kor blevet forhøjet med røde mursten og tårnet føjet til. Den blev istandsat 1968-69, og Sven Havsteen-Mikkelsen har i 1970 leveret alterudsmykning til kirken. I 1864 ombygget ved tårn.

## Eksterne kilder og henvisninger
- Røgen Kirke hos KortTilKirken.dk
- Røgen Kirke hos danmarkskirker.natmus.dk (Danmarks Kirker, Nationalmuseet)
- Danske Aner – Røgen Sogn

- Wikimedia Commons har flere filer relateret til Røgen Kirke